# اريان فيرمولين
اريان فيرمولين (بالهولندية: Arjan Vermeulen)‏ هو لاعب كرة قدم هولندي في مركز الدفاع، ولد في 19 مارس 1969 في كولمبورخ في هولندا. لعب مع فيتيسه آرنهم ونادي نيس وهيراكليس ألميلو.

## وصلات خارجية
- اريان فيرمولين على موقع قاعدة بيانات كرة القدم.إي يو (الإنجليزية)
- اريان فيرمولين على موقع عالم كرة القدم.نت (الإنجليزية)